# Тимофєєвський Олександр Дмитрович
Олександр Дмитрович Тимофєєвський (20 лютого 1887 — 15 вересня 1985) — патофізіолог і онколог, родом з Москви, член-кореспондент АН УРСР (з 1939), дійсний член Академії Медичних Наук СРСР (з 1947).
У 1934 — 54 працював в Україні; 1934 — 41 завідував відділом Харківського Рентґено-онкологічного Інституту; 1941-55 — Інституту клінічної фізіології АН УРСР та Інституту експериментальної біології та патології ім. акад. О. Богомольця у Києві. Автор понад 100 праць, присвячених головним чином питанням експериментальної гематології та онкології.
У 1950-ті мешкав з родиною у Києві в будинку № 4 (зараз № 15) на вулиці Костьольній